# Si-cu
A si-cu (shih-tzu) azon három kutyafajtának egyike, amelyet "oroszlánkutyának" is neveznek. Távol-Keletről származik. A modern si-cu az ősi tibeti kutya és a kínai pekingi kutya keresztezéséből született. A haszonkutyák közé tartozik.

## Története
Régen a kínai császári udvarban kísérőeb és házőrző volt. Nevét a kínai mitológia egyik szereplőjéről az oroszlánkutyáról kapta. Mivel a kínai buddhisták az oroszlánt szent állatként tisztelték, ez a kutyafajta is hasonló megbecsülésben részesült. Ősei Tibetből származnak és talán rokonságban állnak a Lhasa apsóval. Kínába már évszázadokkal ezelőtt eljutottak, mivel a tibeti kolostorok jóakaratuk jeleként ilyen kutyákat ajándékoztak a kínai császárnak. Európába az 1930-as években vitték be.

## Külső megjelenése
Nagyon hosszú, tömör szőrű. Bundája színe bármilyen lehet, leggyakrabban barna-fehér, fekete-fehér. Füle nagy, lelógó és vastag szőrzet borítja. Feje gömbölyű. Dús és hosszú szőr fedi. Az arcorri rész rövid, szögletes. Háta egyenes, mellkasa mély, hasa enyhén felhúzott. Farka magas, tűzött és a háta fölé hajlik. Különös jellemzője a fehér homlokfolt, a fehér farokvég és a turcsi orr.

### Mérete
Marmagassága körülbelül 25 – 26,70 cm. Súlya 4,50 és 8,20 kg között változik.

## Igényei
Mozgásigénye közepes. Szőrzetét naponta ápolni kell.